# Edvin Ingberg
Edvin Viktor Ingberg, född 12 maj 1884 i Helsingfors, död 1961, var en finländsk skådespelare.
Ingberg uppträdde i Svenska Teatern i Helsingfors och medverkade i fem filmer mellan 1913 och 1946 samt tilldelades Pro Finlandia-medaljen 1954.

## Filmografi[3]
- När lyckan sviker, 1913
- På jakt efter en Venus eller En ung mans underbara vägar, 1919
- Herrar äro lättrogna, 1939
- Botte i farten, 1945
- Flickan för veckan, 1946

## Teater

### Roller (ej komplett)
| År   | Roll                            | Produktion                                                                           | Regi            | Teater                        |
| ---- | ------------------------------- | ------------------------------------------------------------------------------------ | --------------- | ----------------------------- |
| 1912 | Baron Nilus Domaren             | Jeppe på berget (Jeppe paa Bierget) Ludvig Holberg                                   |                 | Svenska inhemska teatern, Åbo |
| 1916 | Relling                         | Vildanden Henrik Ibsen                                                               |                 | Svenska Teatern, Helsingfors  |
| 1916 | Monsieur Cadeau                 | Violinkungen (Der Zigeunerprimas) Emmerich Kálmán, Fritz Grünbaum och Julius Wilhelm | Arthur Rehn     | Svenska Teatern, Helsingfors  |
| 1920 | Ned Pym                         | Milstolpar (Milestones) Arnold Bennett                                               | Helge Wahlgren  | Svenska Teatern, Helsingfors  |
| 1927 | Pater Clement                   | Markisinnan (The Marquise) Noël Coward                                               | Gustaf Nessler  | Svenska Teatern, Helsingfors  |
| 1928 | George Grafton                  | Bättre folk The Best People Avery Hopwood och David Gray                             | Tollie Zellman  | Svenska Teatern, Helsingfors  |
| 1929 | Farfar Meng                     | Patrasket Hjalmar Bergman                                                            | Tollie Zellman  | Svenska Teatern, Helsingfors  |
| 1929 | Kimball, kyrkoherde             | Tiggaroperan (Die Dreigroschenoper) Bertolt Brecht och Kurt Weill                    | Nicken Rönngren | Svenska Teatern, Helsingfors  |
| 1938 | Jasmin, hovmästare hos Lefébvre | Madame Sans-Gêne Victorien Sardou och Émile Moreau                                   | Mia Backman     | Svenska Teatern, Helsingfors  |